# The Naked Feminist: il porno delle donne
The Naked Feminist: il porno delle donne (The Naked Feminist) è un documentario del 2003.
È l'opera prima della regista australiana Louisa Achille, che attraverso delle interviste racconta la pornografia dal punto di vista femminile.

## Trama
La pellicola si compone di interviste a Marilyn Chambers, Christi Lake, Ginger Lynn Allen, Chloe Nicole, Sharon Mitchell, Nina Hartley, Veronica Hart, Kylie Ireland, Annie Sprinkle e Candida Royalle. Alcune di queste donne erano membri del Club 90, un primo gruppo di donne che lavorano o hanno lavorato in ambito pornografico.

## Riconoscimenti
- South by Southwest Festival 
  - 2004 - Premio del pubblico